# La ciociara (film)
La ciociara è un film del 1960 diretto da Vittorio De Sica. Il soggetto è un adattamento di Vittorio De Sica e Cesare Zavattini dall'omonimo romanzo scritto da Alberto Moravia; nonostante le vicende siano romanzate è facile ravvisare analogie con gli episodi di violenza sui civili da parte delle truppe alleate, perpetrati durante la campagna d'Italia.
La pellicola è interpretata da Sophia Loren, Jean-Paul Belmondo, Eleonora Brown, Carlo Ninchi e Andrea Checchi. Per la sua interpretazione, Sophia Loren vinse il premio Oscar alla migliore attrice protagonista.

## Trama
Italia, estate 1943. Cesira è una giovane vedova che vive a Roma insieme alla figlia dodicenne Rosetta durante la seconda guerra mondiale. Per sfuggire ai bombardamenti e alle insidie di una città allo sbando affida il proprio negozio a Giovanni, un vecchio amico del marito con cui ha una fuggevole relazione, e intraprende un lungo cammino per il Basso Lazio per cercare rifugio con sua figlia a Sant'Eufemia, suo paese di origine, nei pressi di Fondi.
Giunte con molte difficoltà a destinazione, Cesira fa la conoscenza di Michele, un giovane intellettuale antifascista anch’egli fuggiasco, il quale si innamora di lei ricambiato. L'uomo viene catturato da sei soldati tedeschi, che necessitano di una guida per attraversare il territorio montano. Le donne non lo rivedranno più.
Con l'arrivo degli Alleati, Cesira decide di far ritorno a Roma con la figlia e un gruppo di persone, ma una volta separatesi da loro, durante una sosta in una chiesa diroccata, sono assalite e violentate da un gruppo di goumier, soldati nordafricani dell'esercito francese. Rosetta ne esce traumatizzata, chiudendosi in un freddo silenzio, che la madre tenta inutilmente di scalfire tra cura e consolazione. Cesira è colpita da un dolore profondo, turbata più per la figlia che per sé.
Le due vengono poi raccolte dal turpe camionista Florindo, giovanotto allegro e superficiale che la sera stessa approfitta dell'incontro per portar fuori e sedurre la sconvolta Rosetta, la quale, ancora sotto shock, resta abbacinata dalla falsa aura di protezione non meno che di leggerezza, e quindi di oblio, che il giovane emana. A conferma della natura solo materiale dello "scambio", Florindo le regala delle calze di nylon.
Cesira è furiosa non meno che addolorata e percepisce di aver perso la sua figlia d'oro, che non solo ha mutato atteggiamento ma la respinge sia nel dolore sia nei rimproveri che ella le rivolge. Solo alla notizia della tragica morte di Michele, fucilato in montagna dai tedeschi come si sospettava, le due si riavvicinano abbandonandosi, insieme, in un pianto più che mai liberatorio: una madre e sua figlia nonostante tutto e inevitabilmente attaccate l'una all'altra.

## Produzione
Carlo Ponti, marito della Loren, che inizialmente doveva produrre il film per la Paramount, aveva pensato a George Cukor come regista, Anna Magnani (reduce dall'Oscar del 1956) come interprete di Cesira e Sophia Loren come Rosetta. La Magnani rifiutò quando seppe di dover interpretare la parte della madre della Loren, per una marcata differenza fisica legata all'altezza tra le protagoniste e suggerì a De Sica di far interpretare la parte della madre alla Loren. Ponti successivamente rinuncerà ai partner americani per la produzione, assocerà la sua Compagnia Cinematografica Champion a due co-finanziatori francesi e affiderà la distribuzione alla Titanus. Inoltre affiderà la regia a De Sica.
Lo sceneggiatore Zavattini rimaneggerà il soggetto ringiovanendo Cesira, la quale avrebbe dovuto avere cinquant'anni, per poterla far interpretare alla Loren, allora venticinquenne. Data la giovanissima età (11 anni e mezzo) di Eleonora Brown, interprete della piccola Rosetta, regia e troupe non le parlarono apertamente di una scena di stupro, ma di violenza gratuita a suon di percosse, impostando il set e il movimento degli attori in tale caso come una sorta di "gioco". De Sica per far piangere la giovane, che non era un'attrice professionista, nella scena della morte di Michele le raccontò cose atroci, come la finta morte dei genitori in un incidente. Ai provini partecipò anche Raffaella Carrà per la parte di Rosetta, ma fu scartata perché giudicata troppo cresciuta per la parte.

## Ambientazioni
Le scene del film sono state girate in nove luoghi diversi: gli interni della scena dello stupro nella chiesa San Francesco di Assisi a Fondi, quando Cesira e Rosetta prendono il treno sono alla stazione Tiburtina di Roma, l'attacco aereo è ambientato in via Furbara Sasso a Cerveteri, il negozio di Cesira è in via Giulio Cesare Santini n. 7 a Roma, gli esterni della chiesa sono in via San Francesco a Vallecorsa, la morte del ciclista a causa dell'attacco aereo è girata in via Dormigliosa a Sermoneta, la città in rovina quando le truppe naziste si ritirano è Itri, il villaggio di Sant'Eufemia è in realtà Saracinesco, gli studi della Titanus a Roma per alcuni interni.

## Distribuzione
La prima del film avvenne a Milano il 22 dicembre 1960 e la distribuzione nelle sale iniziò il giorno successivo. La pellicola venne quindi presentata in concorso al Festival di Cannes il 6 maggio 1961. Dopo la prima americana a New York l'8 maggio, il film uscì nelle sale statunitensi il giorno successivo con il titolo Two Women.

## Riconoscimenti
- 1962 - Premio Oscar
  - Miglior attrice protagonista a Sophia Loren
- 1962 - Golden Globe
  - Miglior film straniero (Italia)
- 1962 - Premio BAFTA
  - Miglior attrice straniera a Sophia Loren
- 1961 - Festival di Cannes
  - Miglior interpretazione femminile a Sophia Loren
  - in concorso per la Palma d'oro

- 1961 - David di Donatello
  - Miglior attrice protagonista a Sophia Loren
- 1961 - Nastro d'argento
  - Miglior attrice protagonista a Sophia Loren
- 1961 - New York Film Critics Circle Award
  - Miglior attrice protagonista a Sophia Loren
- 1961 - National Board of Review Award
  - Migliori film stranieri

Per questo impegnativo ruolo drammatico la ventiseienne Loren, che negli anni cinquanta si era affermata nel genere della commedia, fu consacrata a stella del cinema con la vittoria dei maggiori premi italiani (il David di Donatello e il Nastro d'argento) e internazionali, tra cui il premio Oscar, il premio per la migliore interpretazione femminile al Festival di Cannes, il BAFTA.
Giunta in Italia la notizia dell'Oscar 1961 assegnato a Sophia Loren per il film, il cronista Lello Bersani venne inviato alle sei del mattino con una troupe della RAI a casa dell'attrice per una intervista, che però non fu diffusa perché giudicata inopportuna dai funzionari dell'azienda televisiva: l'attrice infatti compariva in vestaglia accanto a Carlo Ponti, che non aveva ancora regolarizzato la sua posizione coniugale secondo la legge italiana. L'intervista fu mostrata diversi anni dopo ed è conservata nell'archivio RAI.

## Critica
Paolo Mereghetti, nel suo Dizionario dei film, attribuisce alla pellicola due stelle e mezzo su quattro, definendolo «un dramma naturalistico [...] con alternanza di scene madri e parentesi bozzettistiche. Uno spettacolo europeo prodotto all'americana, puntando sul divismo della Loren». Morando Morandini attribuisce alla pellicola tre stelle su cinque: «Il romanzo di Alberto Moravia [...] è trasposto con robusto piglio narrativo. Intensa rievocazione degli anni di guerra, dolore e sangue».
Il sito IMDb gli attribuisce 7,7 stelle su 10 con 12 578 voti (a luglio 2024). Comingsoon.it 4,2 stelle su 5 con 28 voti. MYmovies 3,93 stelle su 5 su 21 recensioni di critica, pubblico e dizionari dei film. Il sito Rotten Tomatoes ha assegnato il punteggio del 88%.
Gian Luigi Rondi su Il Tempo del 24 dicembre 1960 scrisse: «La Ciociara di Alberto Moravia era il quadro terribile degli ultimi mesi di guerra nel Lazio, visto attraverso gli occhi di una ex contadina che, sfollata da Roma sulle montagne di Fondi con la figlia dodicenne, dopo aver duramente lottato contro la carestia e la fame, doveva assistere, a liberazione avvenuta, al dramma della figlia che, violentata dai marocchini, diventava una poco di buono; lei stessa, preda del bisogno, arrivava fino a rubare, ma poi il dolore per la morte di una persona cara e, soprattutto, la contemplazione di tutto il dolore rimasto a retaggio della guerra, l'aiutavano, purificandola, a ritrovare le vie dell'onestà».
Giulio Cattivelli sulla rivista Cinema Nuovo nel 1960: «Come altri romanzi di Alberto Moravia, La ciociara prima di essere il ritratto di un personaggio è l'analisi di un'idea, o meglio un saggio in forma narrativa dove i personaggi sono i portavoce delle idee dell'autore. Il tema de La ciociara è la guerra vista ed esecrata nella sua violenza profanatrice che tutto insudicia e corrompe, materialmente e moralmente, collettività e individui: come capita alla protagonista Cesira e alla sua giovane figlia, le quali, dopo aver patito la dolorosa odissea dello sfollamento e della fame, nel 1944, quando l'incubo sembra ormai finito, vengono assalite da soldati marocchini in un villaggio deserto e la fanciulla, dopo la feroce violenza, subisce una radicale metamorfosi e si abbandona passivamente alla corruzione».
Ugo Casiraghi su L'Unità del 24 dicembre 1960: «La ciociara è il film di Sophia. Dove il dramma si fa sostanza, e carne e sangue come il positivo personaggio moraviano, è appunto nella ciociara e nella raffigurazione che ne dà la Loren: pur a volte composita nella sua bellezza, essa rende d'impeto la malizia, la semplicità, l'attaccamento da orsa alla sparuta figlioletta e soprattutto l'acre, spietata disperazione di una contadina, che la guerra ha maturato e insieme distrutto». Vittorio Ricciuti su Il Mattino di Napoli: «A parer mio, deve considerarsi il più bel film dell'anno, è un'opera lineare, scarna, asciutta».
Antonello Trombadori su Vie Nuove il 24 dicembre 1960: «Il racconto moraviano è stato mondato, mediante alcuni potenti colpi d'ascia, prima, e poi con un minuto e incisivo lavoro di pomice, di tutte le ramificazioni più o meno contorte e frastagliate che lo popolano. [...] È un film che ripropone tutta la tematica [...] del neorealismo e sotto questo profilo si tratta di un'opera che costituirà oggetto di appassionate e proficue discussioni». Nel volume 49 di Segnalazioni cinematografiche: «Tratto da un romanzo di Moravia, il film ha il merito di avere saputo ridurre a dimensioni più umane i personaggi, addolcendo molte delle asperità polemiche o descrittive dell'opera ispiratrice. L'interpretazione della protagonista è aderente al proprio personaggio, psicologicamente bene strutturato. Attenta ed abile la regia».

## Rifacimenti
Nel 1988 venne girato da Dino Risi un remake della pellicola per la televisione, più lunga della versione cinematografica, recuperando alcuni episodi che erano stati scartati del libro di Moravia. Il soggetto viene adattato da Dino Risi, Diana Gloud, Lidia Ravera e Bernardino Zapponi. Sophia Loren reinterpreta ancora la protagonista Cesira ventotto anni dopo, insieme con Andrea Occhipinti, Robert Loggia, Leonardo Ferrantini, Dario Ghirardi e Sydney Penny nei panni di Rosetta. In Italia La ciociara di Risi fu trasmessa in due puntate di 100' ciascuna su Canale 5 domenica 9 e lunedì 10 aprile 1989.
Nel 2017 il regista Mario Salieri gira un rifacimento in chiave hard del film, ispirandosi al romanzo di Alberto Moravia, scatenando polemiche e proteste varie, nonché l'ira di Emiliano Ciotti, presidente dell'associazione vittime delle violenze, con la conseguenza di un'interrogazione parlamentare e di svariate lettere di sdegno indirizzate al Presidente del Consiglio Paolo Gentiloni.

## Citazioni
Il titolo viene nominato da Marco Masini nel testo del brano musicale Il morbo di Beautiful, dall'album Il cielo della vergine (1995).
Nella pellicola statunitense Precious (2009), diretta da Lee Daniels, le protagoniste assistono alla visione de La ciociara (noto in inglese come Two Women), in lingua italiana con sottotitoli in inglese; per qualche istante la protagonista si identifica nel personaggio di Cesira recitando in italiano.